# Radford, Virginia
Radford är en stad (independent city) och countyfritt område i den amerikanska delstaten Virginia med en yta av 26,4 km² och en folkmängd som enligt United States Census Bureau uppgår till 16 408 invånare (2010). Radford är säte för Radford University.

## Kända personer från Radford
- Richard Harding Poff, politiker och jurist